# Новогвінейський співочий собака
Новогвінейський співочий собака (Canis lupus hallstromi) — дикий собака, новогвінейський підвид вовка з роду пес родини псові. Інші назви «новогвінейський динго» і «високогірний дикий собака».
Відкритий 1897 року Вільгельмом МакГрегором, генерал-лейтенантом Нової Гвінеї. 1911 року біологом Чарльзом Волтером Де Вісом був зроблений перший опис співочого собаки. Не існує єдиної версії про походження співочого собаки. Висувається гіпотеза, що це нащадки динго, які мігрували з Австралії або походять від попередників динго, які рухалися до Австралії, а частина залишилася на Новій Гвінеї. Остання версія більш правильна. За різними дослідженнями це сталося під час Останнього льодовикового максимуму, співочий собака і динго (тоді як один підвид) рухалися з району Малакки, через острови, які напевне поєднувалися між собою.

## Опис
Зріст самця становить у середньому 40-46 см у холці за ваги 11-14 кг. Самиця сягає 35-41 см і на 2 кг легше. Зовнішністю подібний до динго, генетично близький до динго південного сходу Австралії. Вони поступаються свійським собакам у швидкості бігу і витривалості, проте перевершують у спритності і гнучкості. Кінцівки та хребет дуже гнучкі, може розвести ноги в боки до 90°. Співочий собака не має прибилого пальцю на лапі. Очі мають трикутну або мигдалеподібну форму і під кутом вгору від внутрішнього до зовнішнього куточків. Зіниці відкриваються ширше і пропускають більше світла, ніж в інших собак. Також має більш високу концентрацію клітин у тапетумі. Вуха прямостоячі, загострені, вкриті хутром. Хвіст кущастий, достатньо довгий, щоб досягти скакального суглоба, вільний від перегинів і має білий кінчик.
Має коричневе забарвлення, можуть відрізнятися відтінком. Морда чорного кольору, із 7 років починає сірішати. Колір очей коливається від темно-бурштинового до темно-коричневого. Цуценята народжуються з темно-шоколадною коричневою шкірою із золотими вкрапленнями та червонуватими відтінками, яка до 6 тижнів змінюється на світло-коричневу.

## Спосіб життя
Трапляється в гірській місцині, на висоті 2000—4500 м над рівнем моря. Здатен лазити по деревах з товстою корою або гілками, до яких можна дістатись із землі. Має незвичайну манеру вити, що нагадує спів птахів або звуки, що видають кити. Таким голосом не володіє жодна порода собак чи підвид вовків. Також може видавати вереск, завивання і гавкіт. Живиться дрібними або середніми сумчастими тваринами, гризунами, птахами та фруктами.
Тримається парами, не утворюючи зграй. Парування відбувається 1 раз на рік. Сезон розмноження зазвичай починається в серпні і закінчується в грудні. Вагітність становить 58-64 дні. Народжується 1-6 цуценят.

## Розповсюдження
З'явився на острові Нова Гвінея 6000 років тому. Імовірно, стародавні люди використовували його для полювання, хоча прирученим до кінця цього собаку дослідники не вважають. Окремі випадки в горах фіксували у 2012 і 2016 роках. Лише 2019 року виявлено значну групу цих тварин. Значна частина перебуває в зоопарках.